# Municipio de Oldmans
El municipio de Oldmans (en inglés: Oldmans Township) es un municipio ubicado en el condado de Salem  en el estado estadounidense de Nueva Jersey. En el año 2010 tenía una población de 1,773 habitantes y una densidad poblacional de 33 personas por km².

## Geografía
El municipio de Oldmans se encuentra ubicado en las coordenadas 39°44′25″N 75°24′45″O / 39.74028, -75.41250.

## Demografía
Según la Oficina del Censo en 2000 los ingresos medios por hogar en el municipio eran de $57,589 y los ingresos medios por familia eran $64,091. Los hombres tenían unos ingresos medios de $45,469 frente a los $31,705 para las mujeres. La renta per cápita para la localidad era de $22,495. Alrededor del 8.1% de la población estaba por debajo del umbral de pobreza.